# Character (альбом Dark Tranquillity)
Character — сьомий студійний альбом шведської групи Dark Tranquillity, виданий у 2005 році лейблом Century Media. Робота над релізом проходила у трьох студіях: барабани було накопичено у Studio Fredman (там же Фредріком Нурдстремом був зміксований увесь матеріал), записом вокальних партій та партій гітар займалися у студії The Room, а електроніку робили у Rogue Music.
Розширена версія CD та діджипак-версія альбому включають у себе кліп на пісню «Lost to Apathy». Також відеоматеріал був відзнятий до пісні «The New Build». Режисером обох відеоробіт став Роджер Юганссон. Альбом був перевиданий у вигляді LP з відмінним від оригіналу оформленням. Розробкою арт-ворків займалася студія дизайну Cabin Fever Media.
За словами гітариста групи Нікласа Сундіна альбом вийшов складнішим за попередню повноформатну роботу команди, що мала назву Damage Done. Мета музикантів полягала у тому, щоб слухачі стали уважнішими. Також він відмітив, що свою назву альбом Character (укр. Характер) отримав завдяки назвам пісень, що увійшли до нього. Кожна з них визначає певну рису характеру.

## Список пісень
| #   | Назва                    | Автор слів | Автор музики                          | Тривалість |
| --- | ------------------------ | ---------- | ------------------------------------- | ---------- |
| 1.  | «The New Build»          | Станне     | Генрікссон, Їварп, Ніклассон          | 4:08       |
| 2.  | «Through Smudged Lenses» | Станне     | Генрікссон, Сундін                    | 4:14       |
| 3.  | «Out of Nothing»         | Станне     | Генрікссон, Їварп, Ніклассон          | 3:54       |
| 4.  | «The Endless Feed»       | Станне     | Брендстрем, Їварп                     | 4:46       |
| 5.  | «Lost to Apathy»         | Станне     | Генрікссон                            | 4:38       |
| 6.  | «Mind Matters»           | Станне     | Генрікссон, Їварп, Сундін             | 3:32       |
| 7.  | «One Thought»            | Станне     | Генрікссон, Їварп                     | 4:09       |
| 8.  | «Dry Run»                | Станне     | Їварп, Ніклассон, Сундін              | 4:09       |
| 9.  | «Am I 1?»                | Станне     | Брендстрем, Генрікссон, Їварп, Сундін | 4:31       |
| 10. | «Senses Tied»            | Станне     | Генрікссон                            | 4:05       |
| 11. | «My Negation»            | Станне     | Генрікссон, Їварп, Ніклассон          | 6:29       |

| Додаткові треки видання для Японії | Додаткові треки видання для Японії     | Додаткові треки видання для Японії |
| #                                  | Назва                                  | Тривалість                         |
| ---------------------------------- | -------------------------------------- | ---------------------------------- |
| 12.                                | «Derivation TNB»                       | 3:25                               |
| 13.                                | «The Endless Feed» (ремікс Chaos seed) | 3:56                               |

### Діджипак-версія
Другий диск, що входив до складу діджипаку. Він містить наступні матеріали:
| #  | Назва                                             | Тривалість |
| -- | ------------------------------------------------- | ---------- |
| 1. | «Lost to Apathy» (Відеокліп)                      | 4:01       |
| 2. | «Damage Done» (живий виступ у Кореї)              | 3:41       |
| 3. | «The Wonders at Your Feet» (живий виступ у Кореї) | 3:05       |
| 4. | «Final Resistance» (живий виступ у Кореї)         | 3:11       |
| 5. | «The Treason Wall» (живий виступ у Кореї)         | 3:43       |

## Список учасників
- Мікаель Станне — вокал
- Мартін Генрікссон — гітара
- Ніклас Сундін — гітара
- Міхаель Ніклассон — бас-гітара
- Андерс Їварп — ударні
- Мартін Брендстрем — клавішні

## Місця в чартах
| Чарт                 |                 | Місце |
| -------------------- | --------------- | ----- |
| Swedish Metal Charts | Швеція          | 1     |
| Swedish Album Charts | Швеція          | 3     |
| German Album Charts  | Німеччина       | 83    |
| Italian Album Charts | Італія          | 57    |
| Finnish Album Charts | Фінляндія       | 30    |
| Greek Metal Charts   | Греція          | 1     |
| UK Rock Charts       | Велика Британія | 39    |
| Top Heatseekers      |                 | 45    |